# Horsfieldia lancifolia
Horsfieldia lancifolia là một loài thực vật thuộc họ Myristicaceae. Đây là loài đặc hữu của Indonesia.